# Dimitrije Sergejevski
Dimitrije Sergejevski (Sankt Peterburg, 20. lipnja 1886. – Sarajevo, 10. prosinca 1965.), ruski i bosanskohercegovački arheolog i epigrafičar.
Studij je završio u Sankt Peterburgu, a nakon Prvog svjetskog rata došao je u Sarajevo, gdje se 1924. zaposlio u Zemaljskom muzeju. Godine 1930. postao je kustosom antičke zbirke, a potom i voditelj antičkoga odjela. Redoviti član Akademije nauka i umjetnosti BiH. Bavio se uglavnom klasičnom, ranokršćanskom i srednjovjekovnom arheologijom te epigrafskom građom iz Bosne i Hercegovine. Istraživao je rimske ceste na području BiH i Crne Gore te proučavao rimske rudnike željeza. Radove je uglavnom objavljivao u Glasniku Zemaljskoga muzeja BiH.

## Izbor iz radova
- Rimski kameni spomenici s Glamočkog i Livanjskog polja i iz Ribnika (1928.)
- Mitrej iz Jajca (Das Mithräum von Jajce, 1937.)
- Japodske urne (1949.)
- Kasno-antički mauzolej u Turbetu (1951.)
- Rimska cesta od Epidauruma do Anderbe (1962.)
- Ludmer (1952.)